# الدوري التونسي لكرة اليد 1958–59
الدوري التونسي لكرة اليد 1958-1959 هو الدورة 4 من الدوري التونسي لكرة اليد للرجال. شارك فيها 6 فريقا.

فاز بهذا الموسم الجهد الرياضي، وجاء ثانيا البحرية الرياضية لاتحاد منزل بورقيبة.

## روابط خارجية
- الموقع الرسمي للجامعة التونسية لكرة اليد.